# Hendrik Herp
Hendrik Herp, van Herp, Herpius de Harphius, también conocido como Enrique Harphius (Erp c. 1410 - Malinas, 1477) fue un sacerdote franciscano flamenco, autor místico y maestro de contemplativos, figura destacada de la devotio moderna.

## Biografía
No tenemos noticias de la primera parte de su vida. Nació a principios del siglo XV en territorio flamenco (Bélgica). En los años 1245-1250 aparece como rector de los Hermanos de vida común en Delft (Holanda), donde organiza conferencias y proyecta construcciones en la casa de los Hermanos para admitir nuevos socios y huéspedes, y en Gouda.
En 1450 viaja a Roma y allí, impresionado por el fervor de los franciscanos observantes, decide ingresar en el convento de Aracoeli. Después de su profesión permanece algún tiempo en Italia, pero no tarda en regresar a su patria. Es guardián del convento franciscano de Malinas en 1454 y, de nuevo, en 1467; Vicario provincial de la Provincia observante de Colonia de 1470 a 1473, y después guardián por tercera vez en Malinas, donde muere en olor de santidad el 13 de julio de 1477.

## Obras
Las obras de Herp se clasifican en dos grupos: oratorias y místicas. Predicador popular en su país, sus sermones (cerca del medio millar) se publicaron en dos volúmenes: Speculum aureum y Sermones de Tempore. Las obras místicas son: Eden seu Paradisus contemplativorum, Scala amoris, Soliloquia super Cantica, De processu humani progressus, todas escritas en latín, y la más famosa, escrita originalmente en flamenco a petición de una piadosa señora: Spieghel der Volkomenheit ("Espejo de perfección"), traducida al latín con el nombre de Directorium aureum contemplativorum y que conocemos como Directorio de contemplativos (Salamanca, 1991; Madrid, 2004).
Reunidas en un solo volumen por el cartujo T. Loher, fueron publicadas todas ellas en Colonia a partir de 1538 bajo el título de Theologia mystica. Por algunos pasajes oscuros y ambiguos del Directorio, fue puesto en el Índice de libros prohibidos de Sixto V; pero, corregido por el dominico P. P. Filippi en la edición romana de 1585, alcanzó después una extraordinaria difusión, se multiplicaron las traducciones y ediciones. La influencia de Herp en los siglos XV, XVI y XVII fue enorme. En palabras de B. Jiménez Duque:

«El Directorio de contemplativos ha sido aceptado por los mejores maestros de oración... El místico de Flandes, Enrique Herp, acertó providencialmente a estructurar el mejor método para la oración contemplativa, que es la oración más oración, recogiendo las enseñanzas de los catorce primeros siglos cristianos... El Directorio de Herp no es un método para hacer meditación, ni mucho menos un ritual de oraciones. Herp, haciéndose eco de los místicos, sirve para levantar vuelos de águila, no saltos de corral... El Directorio de contemplativos es el método para que, con la gracia de Dios, abunden los místicos en este mundo, en el siglo XXI, como hizo que fueran tantos en el siglo XVI español».